# Marcusenius leopoldianus
Marcusenius leopoldianus és una espècie de peix pertanyent a la família dels mormírids i a l'ordre dels osteoglossiformes.

## Etimologia
Marcusenius fa referència a l'alemany Johann Marcusen (el primer ictiòleg a estudiar els mormírids de forma sistemàtica), mentre que l'epítet leopoldianus al·ludeix al llac Leopold (avui anomenat llac Mai-Ndombe) de la República Democràtica del Congo.

## Descripció
Fa 27 cm de llargària màxima.

## Hàbitat i distribució geogràfica
És un peix d'aigua dolça, demersal i de clima tropical, el qual viu a Àfrica: el curs mitjà del riu Congo (el riu Sangha a la República del Congo i els llacs Mai-Ndombe i Tumba a la República Democràtica del Congo).

## Observacions
És inofensiu per als humans i el seu índex de vulnerabilitat és baix (23 de 100).